# Arroyo de las Fraguas
Pour les articles homonymes, voir Fraguas.
Arroyo de las Fraguas est une commune d'Espagne de la province de Guadalajara dans la communauté autonome de Castille-La Manche.